# Росснер, Петра
Петра Росснер (нем. Petra Rossner, род. 14 ноября 1966, Лейпциг) — немецкая профессиональная велогонщица, выступавшая на треке и на шоссе с 1986 по 2004 годы.

## Карьера

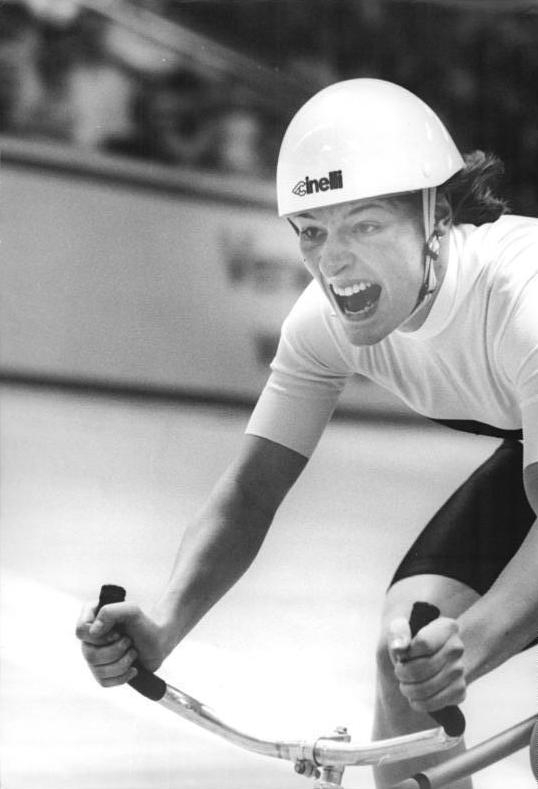
Петра Росснер на чемпионате ГДР по трековому велоспорту 1987 года

Росснер начала свою спортивную карьеру с лёгкой атлетики и победы на детско-юношеской спартакиаде в ГДР, но вскоре переключилась на велоспорт. К соревнованиям она приступила только в 19 лет.
В сезоне 1986 года она завоевала два титула на чемпионате ГДР по трековому велоспорту. В возрасте 20 лет она приняла участие в чемпионате мира по шоссейному велоспорту 1987 года в Австрии и заняла 49-е место. Она также выиграла вторую многодневку для женщин в 1987 году — Тур Тюрингии.
В следующем, 1988 году летом приняла участие в дебютном издании Джиро Донне, где стала третьей в общем зачёте и выиграла пять этапов и молодёжную классификацю.
На своих первых Олимпийских играх 1988 года она выступила неудачно, попав в серьёзную аварию. После этого к ней пришел успех в велоспорте на треке: серебро чемпионата мира в индивидуальной гонке преследования на 3000 м в 1989 году, чемпионка мира в этой же дисциплине 1991 году и олимпийская чемпионка в Барселоне в 1992 году. За эту победу 23 июня 1993 года она была награждена Серебряным лавровым листом.
Затем она посвятила большую часть своего времени шоссейным гонкам. Выступая в шоссейных велогонках, она выиграла Женский мировой шоссейный кубок UCI в 2002 году. В 2004 году она заняла второе место, а в 1988 году финишировала третьей на Джиро д’Италия Донне. Является семикратной победительницей Либерти Классик — побеждала в 1996, 1998, 1999, 2000, 2001, 2002 и 2004 годах. Всего на шоссе она одержала девять побед на этапах женской Джиро д’Италия, семь этапов на женской Тур де л'Од феминин и девять этапов на Гранд Букль феминин.
В 2004 году стала чемпионкой Германии в групповой гонке. Это был 25-й титул чемпионки Германии в её карьере, и он имел особое значение в связи с предстоящим отбором в олимпийскую сборную. Несмотря на этот успех, Федерация велоспорта Германии (BDR) не выдвинула её на Олимпийские игры 2004 года в Афинах.
Петра Росснер завершила спортивную карьеру в сентябре 2004 года и стала спортивным директором женской профессиональной команды Equipe Nürnberger Versicherung.
В 2006 году перешла на аналогичную должность в команду T-Mobile..
26 июня 2005 года она стала первой женщиной, награжденной BDR «Золотым гвоздём» за исключительные спортивные достижения. По словам президента BDR, Рудольфа Шарпинга, «лучшая немецкая велогонщица всех времен повесила свой велосипед» и тем самым заслужила эту символическую награду.
В 2010 году она основала «Petra Rossner Girls Team Sachsen», команду по велоспорту для девочек в возрасте от 12 до 16 лет, и работала тренером в Центре олимпийской подготовки Саксонии в Лейпциге.
В 2022 году стала государственным тренером Берлинской федерации велоспорта.

## Достижения

### Шоссе
1986
 Чемпионат ГДР — групповая гонка
1987
 Чемпионат ГДР — групповая гонка
1988
Джиро Донне
3-я в генеральной классификации
1-я в очковой классификации
Пролог, 1-й, 2-й, 5-й и 6-й этапы
1989
 Чемпионат ГДР — групповая гонка
5-й и 9-й этапы Тур де л'Од феминин
1990
Эшборн — Франкфурт
1-й, 4-й и 5-й этапы Тура Норвегии
Stausee-Rundfahrt
4-й этап Тура Нижней Саксонии
1-й этап Тур де л'Од феминин
Тур Шелленберга
1-й этап Джиро д’Италия Донне
3-я на Чемпионате Германии — групповая гонка
1991
8-й этап Тура Нижней Саксонии
5-й и 6-й этапы Тура де ла Дром
2-й, 4-й и 5-й этапы Чемпионата Цюриха
1994
4-й этап Волты Португалии
1995
1-й, 4-й, 7-й, 8-й и 10-й этапы Джиро д’Италия Донне
6-й этап Тура Тюрингии
1-й этап Rothman’s Classic
4-й этап Вуэльты Майорки
2-й этап Tour cycliste féminin
3-я на Чемпионате Германии — индивидуальная гонка
1996
Либерти Классик
3-й этап Тур де л'Од феминин
4-й этап Джиро дель Трентино-Альто-Адидже — Южный Тироль
3-я на Чемпионате Германии — групповая гонка
1997
4-й этап Вуэльты Майорки
1998
Либерти Классик
5-й этап Вуменс Челлендж
2-й и 3-й этапы Tour cycliste féminin
1999
3-й, 4-й и 6-й этапы Холланд Ледис Тур
13-й этап Вуменс Челлендж
Либерти Классик
Тур Роттердама
12-й и 16-й этапы Гранд Букль феминин
5-й этап Тура Тюрингии
2-й и 6-й этапы Джиро д’Италия Донне
1-й и 3-й этапы Тур де л'Од феминин
2-я на Чемпионате Германии — групповая гонка
2-я на Чемпионате Германии — индивидуальная гонка
2000
5-й этап Гранд Букль феминин
7-й этап Вуменс Челлендж
Либерти Классик
Сеа Оттерс Классик
генеральная классификация
1-й и 3-й этапы
2001
 Чемпионат Германии — групповая гонка
Холланд Ледис Тур
генеральная классификация
2-й, 4-й и 5-й этапы
4-й и 5-й этапы Тура Тюрингии
2-й и 5-й этапы Тур де л'Од феминин
6-й этап Вуменс Челлендж
2-й и 4-й этапы Вуэльты Майорки
Либерти Классик
2002
Женский мировой шоссейный кубок UCI
1-й и 4-й этапы Вуменс Челлендж
Австралиа Ворлд Кап
Либерти Классик
Тур Роттердама
1-й и 3-й этапы Грация Орлова
11-й этап Тур де л'Од феминин
1-й этап Гранд Букль феминин
2-я на Гран-при Плуэ — Бретань
2-я на Гран-при Кастилии и Леона
2-я на Туре Нюрнберга
2-я на Чемпионате Германии — групповая гонка
2003
1-й и 5-й этапы Грация Орлова
Пролог Тур де л'Од феминин
11-й и 14-й этапы Гранд Букль феминин
2004
3-й этап Тура Джелонга
3-я этап Грация Орлова
2-й этап Тура Большого Монреаля
Либерти Классик
3-й и 4-й этапы Тура Тюрингии
Тур Роттердама
Туре Нюрнберга
2-я на Австралиа Ворлд Кап
2-я на Luk Challenge
2-я на Туре Бохума
2-я на Женском мировом шоссейном кубке UCI
3-я на Чемпионате Германии — индивидуальная гонка

### Трек
1989
 Чемпионат мира — индивидуальная гонка преследования
1991
 Чемпионат мира — индивидуальная гонка преследования
1992
 Олимпийские игры — индивидуальная гонка преследования
2001
 Чемпионат Германии — индивидуальная гонка преследования

### Статистика выступления наГранд-турах
| Гонка / Год         | 1986           | 1987           | 1988           | 1989           | 1990           | 1991           | 1992 | 1993 | 1994 | 1995 | 1996 | 1997 | 1998 | 1999 | 2000 | 2001 | 2002 | 2003 | 2004 |
| ------------------- | -------------- | -------------- | -------------- | -------------- | -------------- | -------------- | ---- | ---- | ---- | ---- | ---- | ---- | ---- | ---- | ---- | ---- | ---- | ---- | ---- |
| Гранд Букль феминин | не проводилась | не проводилась | не проводилась | не проводилась | не проводилась | не проводилась | —    | —    | DNF  | 41   | —    | —    | 63   | 64   | DNF  | —    | DNF  | 49   | —    |
| Тур де л'Од феминин | —              | DNF            | 5              | 7              | DNF            | 22             | DNF  | —    | 62   | —    | DNF  | —    | 62   | DNF  | 42   | 42   | 30   | 52   | DNF  |
| Джиро Роза          | не проводилась | не проводилась | 3              | 4              | DNF            | —              | —    | —    | —    | 22   | —    | —    | —    | 35   | —    | —    | —    | —    | —    |

## Рейтинги
| Год                 | 1998 | 1999 | 2000 | 2001 | 2002 | 2003 | 2004 |
| ------------------- | ---- | ---- | ---- | ---- | ---- | ---- | ---- |
| Мировой рейтинг UCI | 24-й | 6-й  | 29-й | 9-й  | 4-й  | 36-й | 8-й  |
| Мировой кубок UCI   | 6-й  | 4-й  | 7-й  | 8-й  | 1-й  | 25-й | 2-й  |
|                     |      |      |      |      |      |      |      |
| Источник: UCI       |      |      |      |      |      |      |      |

## Личная жизнь
Петра Росснер — открытая лесбиянка. С 1996 года она жила в Лейпциге со своей партнёршей Юдит Арндт. С тех пор они расстались.
Росснер поддерживала гомосексуальное движение, являясь лицом Гей-игр, прошедших в Кёльне в 2010 году.

## Награды
- Серебряный лавровый лист (1993)
- Велосипедист года в Германии[фр.] (1991, 1992, 2002)
- Золотой гвоздь (2005)